# Brumptiana
Brumptiana är ett släkte av ringmaskar som beskrevs av Knight-Jones och Llewellyn 1984. Brumptiana ingår i familjen fiskiglar.
Släktet innehåller bara arten Brumptiana lineata.